# 2734 Hašek
2734 Hašek là một tiểu hành tinh vành đai chính với chu kỳ quỹ đạo là 2053.7166710 ngày (5.62 năm).
Nó được phát hiện ngày 1 tháng 4 năm 1976.